# Edmund Hartnack
Edmund Hartnack, född 9 april 1826 i Templin, död 9 februari 1891 i Potsdam, var en tysk optiker.
Hartnack reste 1847 till Paris, där han arbetade hos Heinrich Daniel Ruhmkorff och Georg Oberhäuser. Efter att ha köpt den sistnämndes företag gick han 1864 samman med matematikern Adam Prażmowski. År 1870 fördrevs Hartnack som tysk från Paris och flyttade till Potsdam; 1879 sålde han företaget i Paris till Prażmowski. Hartnacks mikroskop fick stor spridning och gjorde sig särskilt förtjänt genom användningen av immersionssystemet.